# Daume
Daume Co.,Ltd. (株式会社童夢 Kabushiki Gaisha Dōmu?) fue un estudio de animación japonés fundado en mayo de 1993.

## Animes producidos

### Series de televisión
- D4 Princess (1999)
- I Love Bubu Chacha (2001)
- Hanaukyo Maid Team (2001–2004)
- Please Teacher! (2002)
- Please Twins! (2003)
- DearS (2004)
- Strawberry Marshmallow (2005)
- Tona-Gura! (2006)
- Yoake Mae yori Ruriiro na: Crescent Love (2006)
- Minami-ke (2007)
- Shiki (2010)

### OVAs
- Hanaukyo Maid Team (2001)
- Please Teacher! (2002)
- Please Twins! (2003)
- Ichigeki Sacchu!! HoiHoi-san (2004)
- Le Portrait de Petit Cossette (2004)
- Koharu Biyori (2007)
- Strawberry Marshmallow (2007–2009)

## Destino
Después de concluir la versión animada de la novela Shiki, Daume cesó la producción de títulos como un estudio importante. El estudio comenzó a asumir trabajos de subcontratación para otras empresas y, a partir de abril de 2016, se retiró del negocio de producción de animación.